# ベルファスト・セントラル駅
座標: 北緯54度35分43秒 西経5度55分02秒 / 北緯54.5953度 西経5.91721度
ランヨン・プレイス駅（英語:Lanyon Place station）は、イギリスの北アイルランドの首都ベルファストの鉄道駅である。ノーザン・アイルランド・レイルウェイズが運営する近郊路線が運行されている。
当駅は、2面4線の島式ホームで、カーブ上に駅が作られているため、場所によってはプラットホームと列車とのギャップが大きい。
以前は「ベルファスト・セントラル駅」としてアイルランドのダブリンへ向かう国際列車エンタープライズも発着していたが、駅名は2018年に「ランヨン・プレイス」へと変更され、列車は2024年に中心部に開業したベルファスト・グランド・セントラル発着に変更されている。

## 隣の駅
ノーザン・アイルランド・レイルウェイズ
■エンタープライズ
ダブリン＝ベルファスト線
ベルファスト・セントラル駅 - ポータダウン駅またはリスバーン駅(毎週日曜日)
■ノーザン・アイルランド・レイルウェイズ
ベルファスト＝デリー線
ボタニック駅 - ベルファスト・セントラル駅 - ヨークゲート駅
ベルファスト＝ラーン線
ボタニック駅 - ベルファスト・セントラル駅 - ヨークゲート駅
ベルファスト＝バンガー線
ボタニック駅 - ベルファスト・セントラル駅 - ブリッジ・エンド駅